# Liste des gares de la wilaya de Tissemsilt
La liste des gares de la wilaya de Tissemsilt, est une liste des gares ferroviaires situées dans la wilaya de Tissemsilt, en Algérie.

## Gares ferroviaires dans la wilaya
La wilaya de Tissemsilt compte une seule gare. Elle est exploitée par la Société nationale des transports ferroviaires (SNTF).
| Gare               | Commune    | Lignes              |
| ------------------ | ---------- | ------------------- |
| Gare de Tissemsilt | Tissemsilt | Tissemsilt à M'Sila |

| \| Tissemsilt \| Localisation des gares de la wilaya de Tissemsilt |
| Tissemsilt                                                         |

## Lignes ferroviaires dans la wilaya
La wilaya est traversée par une ligne : la ligne de Tissemsilt à M'Sila.